# Čertovka (Doubrava)
Die Čertovka ist ein rechter Zufluss der Doubrava in Tschechien.

## Verlauf
Die Čertovka entspringt anderthalb Kilometer südöstlich von Podhořany u Ronova im Eisengebirge (Železné hory). Ihre Quelle befindet sich östlich der Višňovka (Podhořaner Berg, 385 m n.m.) bei Bílý Kámen. Auf seinen ersten anderthalb Kilometer fließt der Bach mit starkem Gefälle durch ein bewaldetes Kerbtal nach Nordwesten.
In Podhořany u Ronova erreicht die Čertovka die Čáslavská kotlina (Czaslauer Becken), wo sie auf ihrem gesamten weiteren Lauf rechtsseitig neben der Doubrava mit nordwestlicher Richtung durch deren Urstromtal fließt. Der Lauf des Baches führt auf diesem Abschnitt zunächst an Starkoč vorbei und durch Bílé Podolí. Entlang der Čertovka liegen danach Pazderna, Koukalka, Brambory, Svobodná Ves, Horka I, Borek, Sulovice und Lišice. Nach 16,5 Kilometern mündet die Čertovka gegenüber von Habrkovice in die Doubrava. An seiner Mündung hat der Bach einen durchschnittlichen Wasserdurchfluss von 0,12 m³/s.

## Geschichte
Bis ins 19. Jahrhundert wurde die Čertovka südlich von Sulovice im Kmotrovský rybník (Kmotrowteich) angestaut. Anstelle dieses ausgedehnten Fischteiches, dessen baumbestandener Damm noch gut erhalten ist, befinden sich heute Ackerflächen.

## Zuflüsse
- Bumbalecký potok (r), südöstlich von Bílé Podolí
- Zaříčanský potok (l), zwischen Borek und Horka I